# Résolution 1093 du Conseil de sécurité des Nations unies
Membres permanents
- Chine
- États-Unis
- France
- Royaume-Uni
- Russie

Membres non permanents
- Chili
- Corée du Sud
- Costa Rica
- Égypte
- Guinée-Bissau
- Japon
- Kenya
- Pologne
- Portugal
- Suède

Résolution no 1092 Résolution no 1094
La résolution 1093 du Conseil de sécurité des Nations unies, adoptée à l'unanimité le 14 janvier 1997, après avoir rappelé les résolutions précédentes sur la Croatie, notamment les résolutions 779 (1992), 981 (1995), 1025 (1995), 1038 (1996) et 1066 (1996), a autorisé la Mission d'observation des Nations unies à Prevlaka (MONUP) pour continuer à surveiller la démilitarisation dans la région de la péninsule de Prevlaka en Croatie jusqu'au 15 juillet 1997.
Le Conseil de sécurité a pris note de l'accord entre les présidents de la Croatie et de la république fédérale de Yougoslavie (Serbie et Monténégro) concernant la démilitarisation de la péninsule de Prevlaka et de la contribution qu'il a apportée à la réduction des tensions dans la région. Des violations ont eu lieu dans la zone désignée par les Nations unies, notamment des restrictions à la liberté de mouvement ce qui a accru les tensions. Le 23 août 1996, les deux parties ont signé un accord de normalisation de leurs relations diplomatiques et se sont engagées à résoudre pacifiquement leur différend.
Les parties ont été invitées à mettre pleinement en œuvre un accord sur la normalisation de leurs relations, à s'abstenir de toute violence, à garantir la liberté de mouvement des observateurs des Nations unies et à retirer les mines terrestres. Le secrétaire général Kofi Annan a été prié de faire rapport au Conseil sur la situation avant le 5 juillet 1997 concernant les progrès vers une solution pacifique du différend entre les deux pays. Enfin, la Force de stabilisation (IFOR, acronyme anglais pour International Force), autorisée dans la résolution 1088 (1996), était tenue de coopérer avec la MONUP.

## Voir également
- Guerre de Bosnie-Herzégovine
- Dislocation de la Yougoslavie
- Guerre de Croatie
- Guerres de Yougoslavie